# Anzii Cordilieri

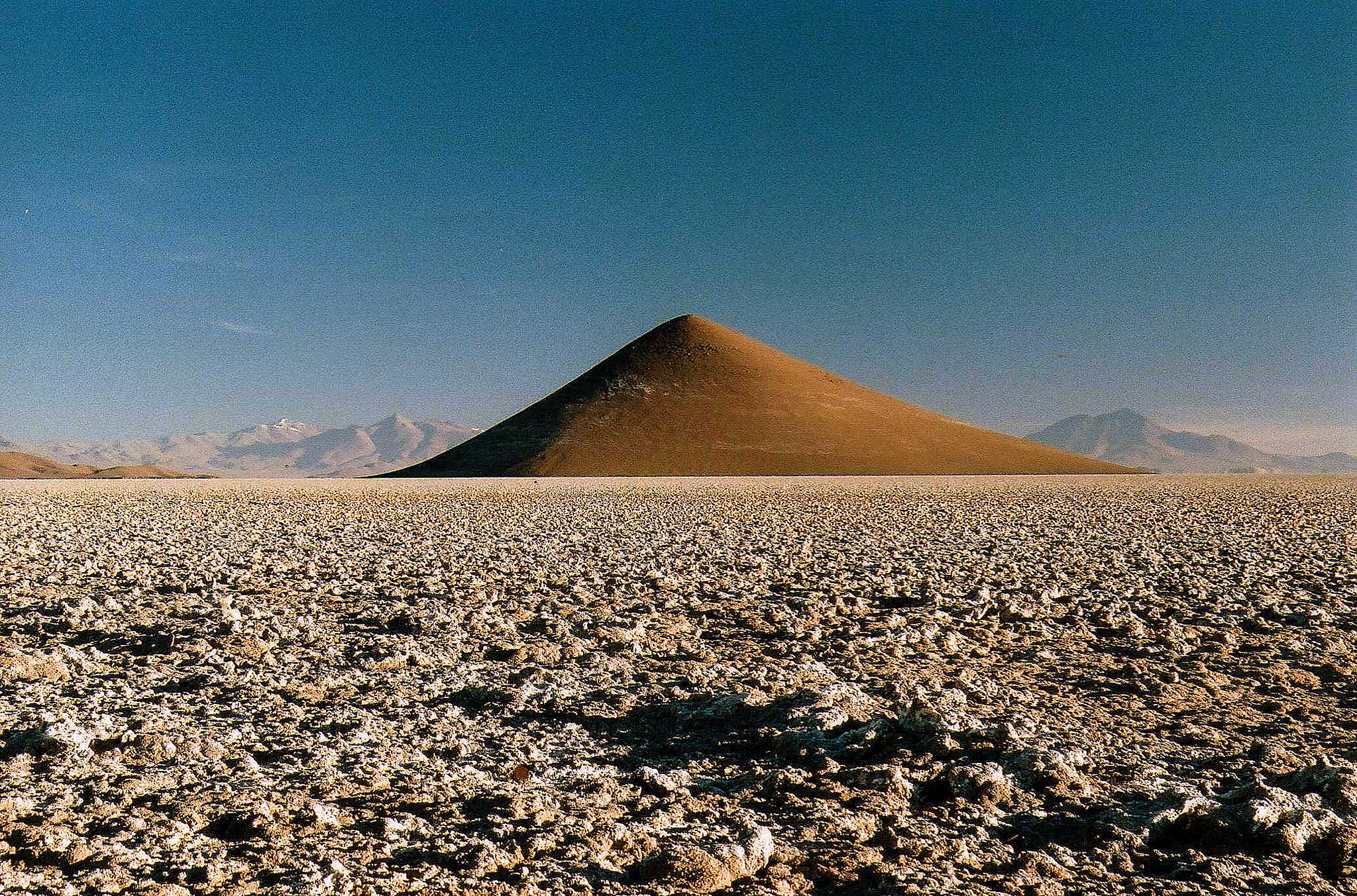
Cono de Arita, Salta (Argentina)

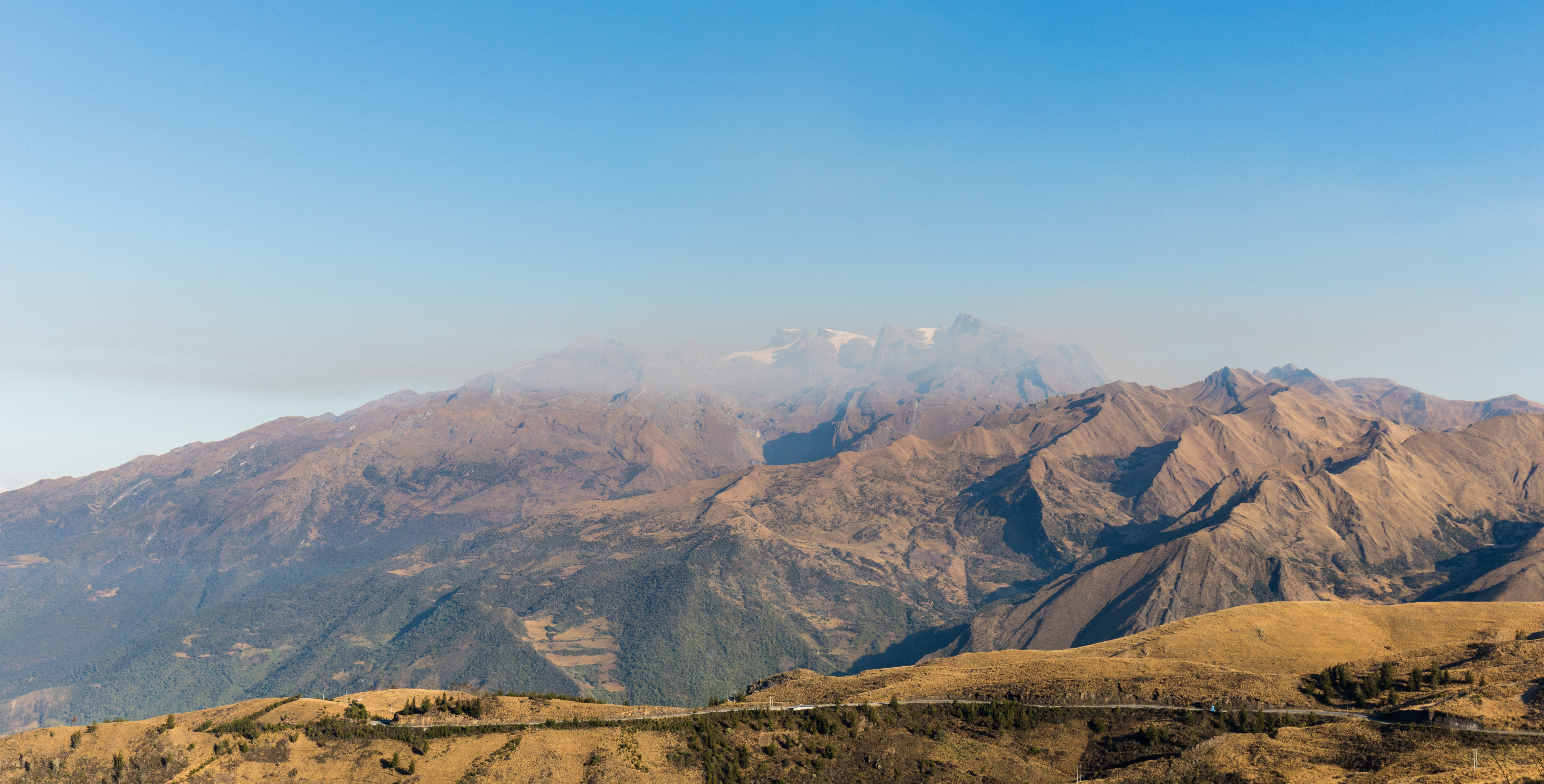
Vedere a Anzilor din Abancay

Munții Anzi sunt cel mai lung lanț muntos continental din lume. Ei se întind de-a lungul coastei de vest a Americii de Sud prin Venezuela, Columbia, Ecuador, Peru, Bolivia, Argentina și Chile. Sunt alcătuiți de fapt din două sau mai multe lanțuri paralele în unele regiuni ca de exemplu în Peru, Bolivia, nordul Chile și Argentinei, unde între lanțurile muntoase sunt distanțe mari, delimitând între lanțuri podișul Altiplano cu lacul Titicaca. Centrul fostului imperiu Inca, orașul Cuzco, se află în nordul acestui podiș. Lungimea Anzilor este de aproximativ 7.500 km de la zona tropicală latitudine nordică (ca. 10° Nord) și până în afara zonelor tropicale latitudine sudică (ca. 55,1° Sud) și au o înălțime medie de aproximativ 4.000 m.
În partea sudică și în Ecuador lățimea lor atinge 200 km, în schimb între Arica (Chile) și Santa Cruz de la Sierra (Bolivia) ating pe direcția Est-Vest lățimea de peste 600 km.
Pe lungimea lor, Anzii sunt împărțiți în mai multe lanțuri, despărțiți de depresiuni intermediare. Anzii sunt locația mai multor platouri înalte, dintre care unele găzduiesc orașe importante precum Quito, Bogotá, Cali, Arequipa, Medellín, Bucaramanga, Sucre, Mérida, El Alto și La Paz. Platoul Altiplano este al doilea cel mai înalt din lume după Platoul Tibetan. Aceste zone sunt la rândul lor grupate în trei diviziuni majore bazate pe climă: Anzii tropicali, Anzii uscați și Anzii umezi.
Munții Anzi sunt cel mai înalt lanț muntos din afara Asiei. Cel mai înalt munte din afara Asiei, Muntele Aconcagua din Argentina, se ridică la o altitudine de aproximativ 6.961 m deasupra nivelului mării. Vârful Chimborazo din Anzii ecuadorieni este mai departe de centrul Pământului decât orice altă locație de pe suprafața Pământului, din cauza umflăturii ecuatoriale care rezultă din rotația Pământului . Cei mai înalți vulcani din lume se află în Anzi, inclusiv Ojos del Salado la granița Chile-Argentina, care se ridică la 6.893 m.
Anzii fac, de asemenea, parte din Cordillera Americană , un grup de lanțuri muntoase ( cordillera ) care constă dintr-o secvență aproape continuă de lanțuri muntoase care formează „coloana vertebrală” vestică a Americilor și Antarcticii.

## Etimologie
Etimologia cuvântului Andes a fost dezbătută. Consensul majoritar este că derivă din cuvântul Quechua anti „est”  ca în Antisuyu (Quechua pentru „regiunea de est”),  una dintre cele patru regiuni ale Imperiului Inca.
Termenul cordillera provine din cuvântul spaniol cordel „frânghie”  și este folosit ca nume descriptiv pentru mai multe secțiuni învecinate ale Anzilor, precum și întregul lanț andin și lanțul muntos combinat de-a lungul părții de vest a continentelor nord și  sud-americane.

## Geografie
Anzii pot fi împărțiți în trei secțiuni:
Anzii de Sud
în Argentina și Chile, la sud de Llullaillaco .
Anzii Centrali
în Peru și Bolivia.
Anzii de Nord
în Venezuela, Columbia și Ecuador. În partea de nord a Anzilor, lanțul separat Sierra Nevada de Santa Marta este adesea tratat ca parte a Anzilor de Nord.
Insulele Leeward Antile Aruba, Bonaire și Curaçao, care se află în Marea Caraibelor în largul coastei Venezuelei, au fost considerate anterior a reprezenta vârfurile scufundate ale marginii extreme de nord a lanțului Anzilor, dar studiile geologice în curs indică faptul că o astfel de simplificare nu face dreptate graniței tectonice complexe dintre plăcile sud-americane și caraibiene. 

## Munții

### Vulcani
Anzii se află într-o zonă cu o intensă activitate vulcanică și seismică. Vulcanii cei mai înalți din lume se află în Anzi: vulcanul Monte Pissis din (Argentina) are 6.882 m, Ojos del Salado din (Chile) are 6.887 metri. Ca rezultat al proceselor vulcanice există solfatarele, gheizerele și fumarolele.
Vulcani mai cunoscuți
- Cotopaxi, 5.897 m (Ecuador)
- Tungurahua, 5.010 m (Ecuador)
- Pichincha, 4.784 m (Ecuador)
- Villarrica, 2.840 m (Chile)

Lista munților și vulcanilor din America de Sud

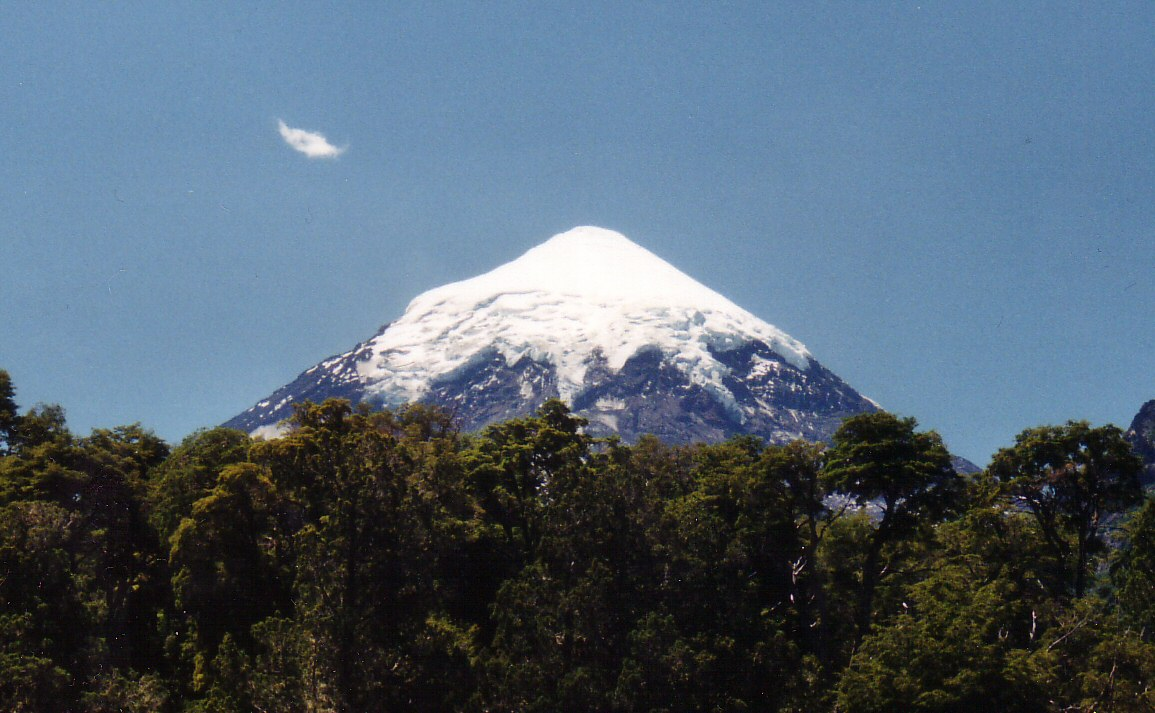
Vulcanul Lanín în Argentina

- Llullaillaco, 6.723 m (Argentina/Chile)
- Nevado Coropuna, 6.426 m (Peru)
- Ubinas, 5.675 m (Peru)
- Chimborazo, 6.310 m (Ecuador)
- Osorno, 2.652 m (Chile)
- Sierra Nevada de Lagunas Bravas 6.127 m (Chile/Argentina)
- Lanín, 3.747m (Argentina)
- Uturunco, 6.010 m (Bolivia)
- Licancabur, 5.916 m (Bolivia/Chile)
- Misti, 5.822 m (Peru)
- Vulcani mai mici în Valea vulcanelor, (Peru)

## Formarea Anzilor
Vârsta Anzilor este apreciată ca și cea a Himalayei la aproximativ 60 milioane de ani. După părerea lui Garzione (2006) lanțul muntos s-ar fi format cu numai 3 milioane de ani în urmă. Conform unui studiu  coordonat de către cercetătorii universității Rochester, Anzii Cordilieri s-ar fi format în puseuri rapide de creștere. Datele obținute sugerează că regiunea de sud a platoului Altiplano s-a înălțat cu cca. 2,5 km în intervalul cuprins între 16 milioane de ani și 9 milioane de ani în urmă.

### Plăcile tectonice
Anzii prezintă un caz tipic între o placă continentală și o placă oceanică (Pacific). Placa "Nazca" s-a ciocnit cu placa continentală a Americii de Sud în urmă cu circa 150 de milioane de ani. Pe această linie de joncțiune s-a format o falie (crăpătură) în adâncimea oceanului numite "Groapa Peru" (6262 m) și "Groapa Atacama" (8066 m) adâncime. În zona Anzilor și azi are loc o serie de procese geodinamice, cu ridicări de teren până la 10 cm pe an, iar în zonele unde crusta pământului este deosebit de groasă (60 – 70 km) ridicându-se cu 1 mm pe an, aceste fenomene fiind numite convergențe geologice. Orogeneza acestor munți tineri a început în perioada terțiară, dar numai în perioada pleistocenă are loc procesul de înălțare propriu zisă a Anzilor, ajungând la semeția lor din zilele noastre. 
Fiind munți de încrețire, (prin compresiunea plăcilor tectonice) în regiunea Altiplano fiind zona muntoasă mai largă explicația ar fi grosimea scoarței și eroziunea redusă din această zonă.

## Materii prime
Se pot aminti:
- Minele de argint din Cerro de Pasco (Potosí)
- Mina de cupru (cea mai mare din lume) (Calama)
- Zăcămintele de sulf și salpetru din Bolivia și Chile (în nord)
- Alte minerale și metale rare

## Istoric
Munții Anzi, locuiți inițial de vânători-culegători, au cunoscut dezvoltarea agriculturii și ascensiunea civilizațiilor centralizate politic, care au culminat cu înființarea Imperiului Inca cu o durată de un secol. Toate acestea s-au schimbat în secolul al XVI-lea, când conchistadorii spanioli au colonizat munții în avansul economiei miniere.
În valul naționalismului antiimperialist, Anzii au devenit scena unei serii de războaie de independență în secolul al XIX-lea, când forțele rebele au măturat regiunea pentru a răsturna dominația colonială spaniolă. De atunci, multe foste teritorii spaniole au devenit cinci state andine independente.

## Vârfuri
Această listă conține unele dintre vârfurile majore din lanțul muntos Anzi. Cel mai înalt vârf este Aconcagua din Argentina la granița cu Chile.

### Argentina

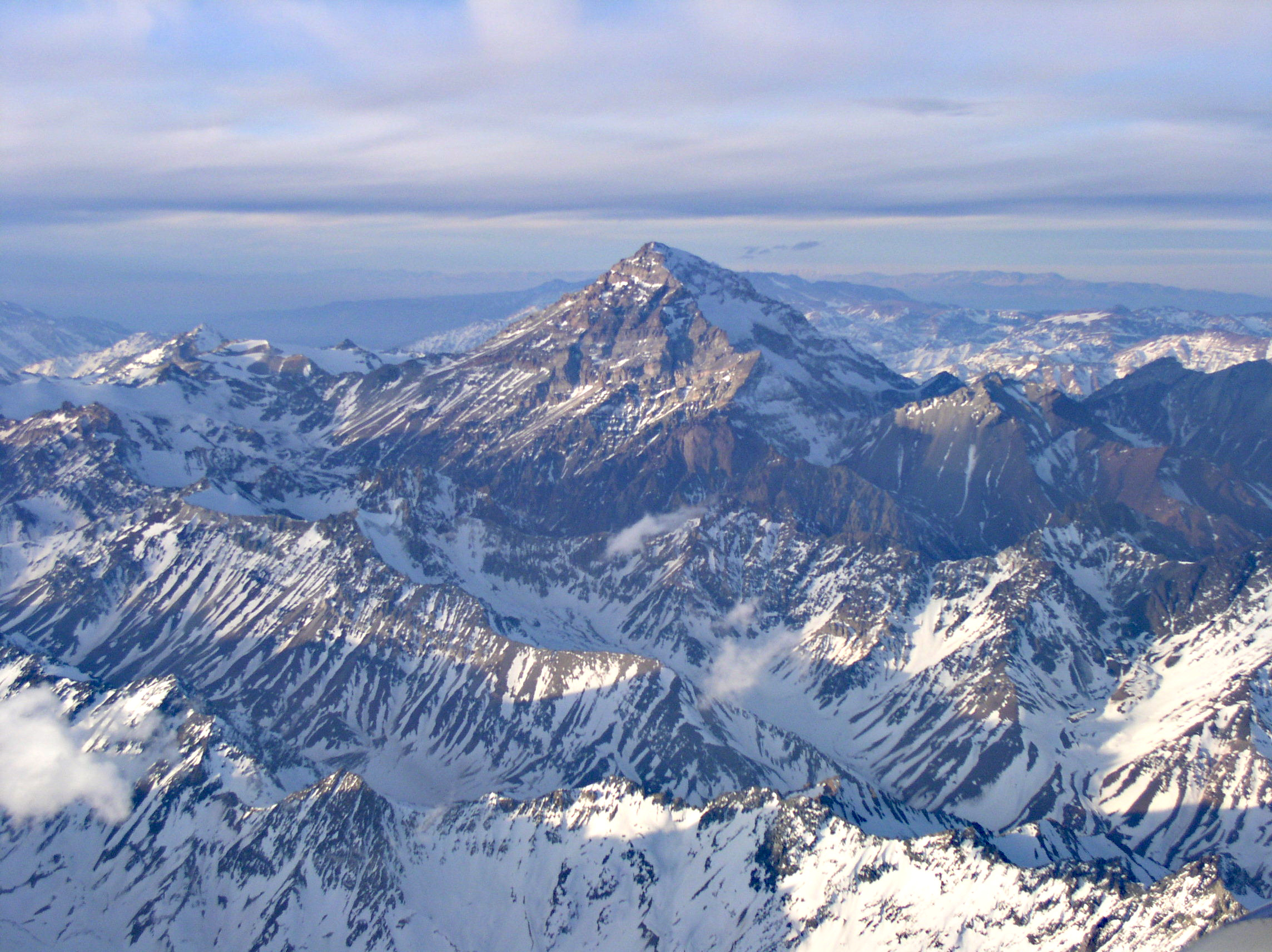
Aconcagua, Argentina, cel mai înalt munte care se află în cele două continente americane

- Aconcagua, 6.961 m
- Cerro Bonete, 6.759 m
- Galán, 5.912 m
- Mercedario, 6.720 m
- Pissis, 6.795 m

### Granița dintre Argentina și Chile
- Cerro Bayo, 5.401 m
- Cerro Fitz Roy, 3.375 m sau 3.405 m, Patagonia, cunoscut și sub numele de Cerro Chaltén
- Cerro Escorial, 5.447 m
- Cordón del Azufre, 5.463 m
- Falso Azufre, 5.890 m
- Incahuasi, 6.620 m
- Lastarria, 5.697 m
- Llullaillaco, 6.739 m
- Maipo, 5.264 m
- Marmolejo, 6.110 m
- Ojos del Salado, 6.893 m
- Olca, 5.407 m
- Sierra Nevada de Lagunas Bravas, 6.127 m
- Socompa, 6.051 m
- Nevado Tres Cruces, 6.749 m (vârf din sud) (Regiunea III)
- Tronador, 3.491 m
- Tupungato, 6.570 m
- Nacimiento, 6.492 m

### Bolivia

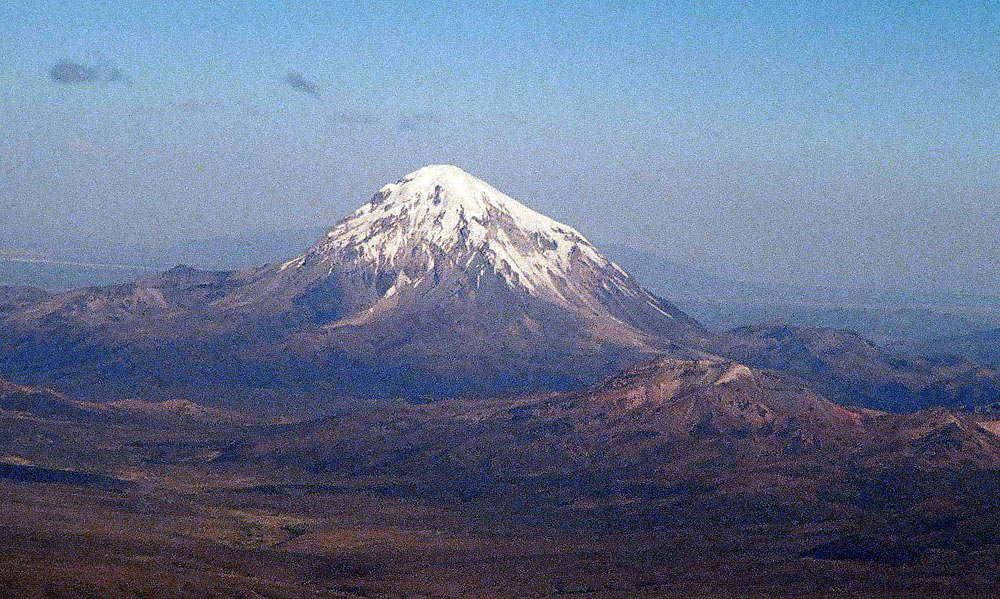
Nevado Sajama, Bolivia

- Janq'u Uma, 6.427 m
- Cabaraya, 5.860 m
- Chacaltaya, 5.422 m
- Wayna Potosí, 6.088 m
- Illampu, 6.368 m
- Ilimani, 6.438 m
- Laram Q'awa, 5.182 m
- Macizo de Pacuni, 5.400 m
- Nevado Anallajsi, 5.750 m
- Nevado Sajama, 6.542 m
- Patilla Pata, 5.300 m
- Tata Sabaya, 5.430 m

### Granița dintre Bolivia și Chile

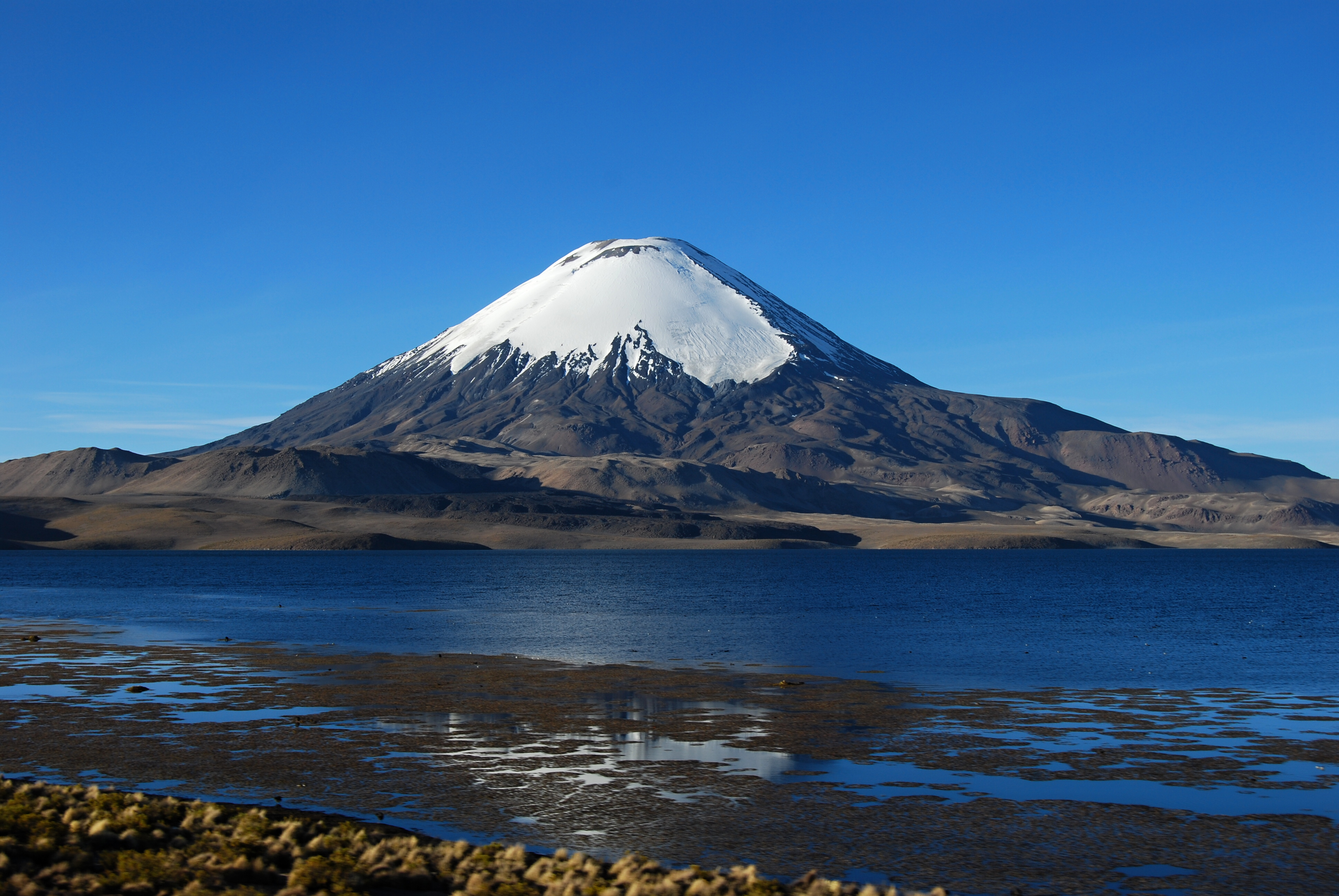
Parinacota, Bolivia/Chile

- Acotango, 6.052 m
- Michincha, 5.305 m
- Iru Phutunqu, 5.163 m
- Licancabur, 5.920 m
- Olca, 5.407 m
- Parinacota, 6.348 m
- Paruma, 5.420 m
- Pomerape, 6.282 m

### Chile
- Monte San Valentin, 4.058 m
- Cerro Paine Grande, 2.884 m
- Cerro Macá, aproximativ 2.300 m
- Monte Darwin, aproximativ 2.500 m

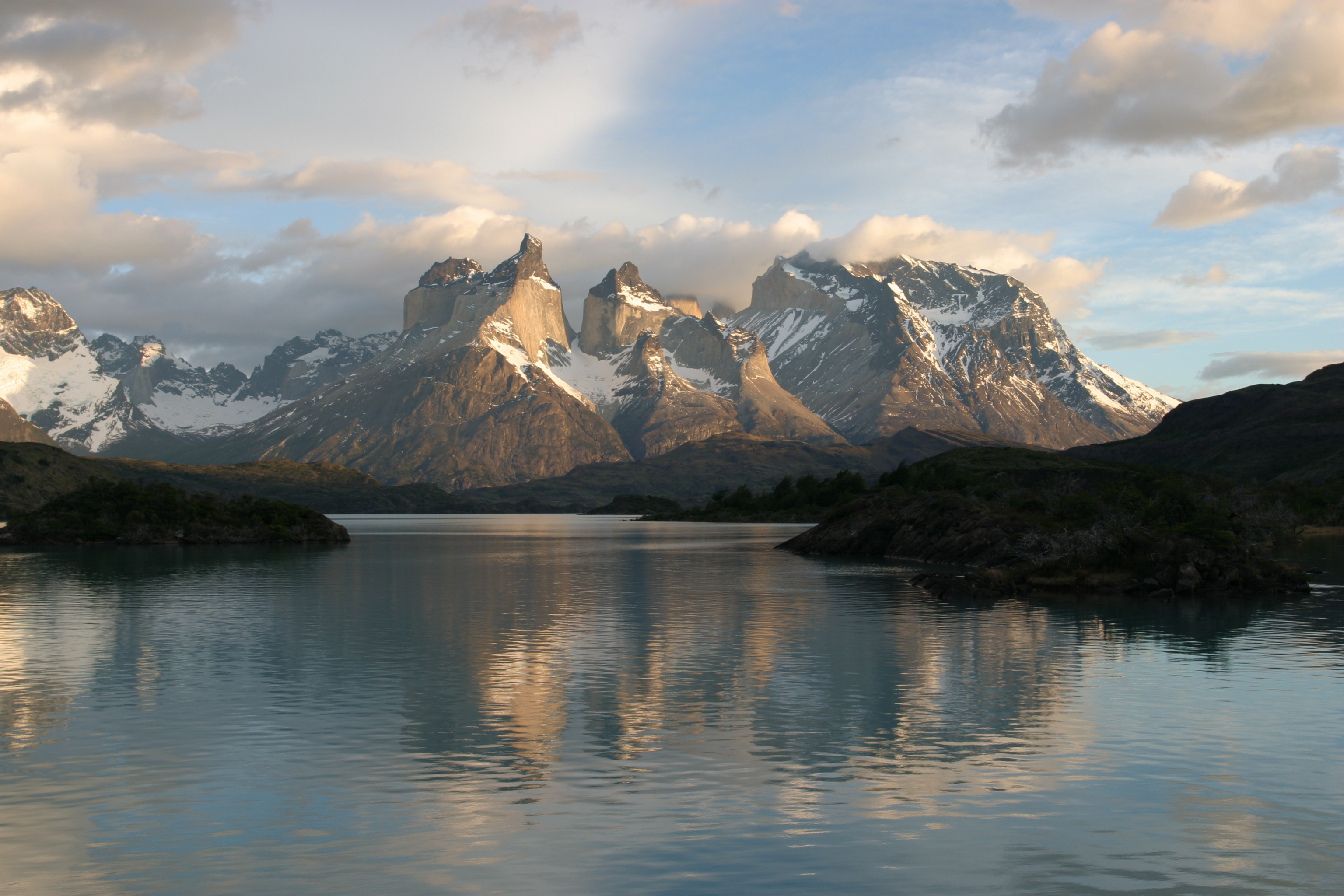
Cuernos del Paine din Parcul Național Torres del Paine, Chile

- Volcan Hudson, aproximativ 1.900 m
- Cerro Castillo Dynevor, aproximativ 1.100 m
- Muntele Tarn, c. 825 m
- Polleras, aproximativ 5.993 m
- Acamarachi, c. 6.046 m

### Columbia

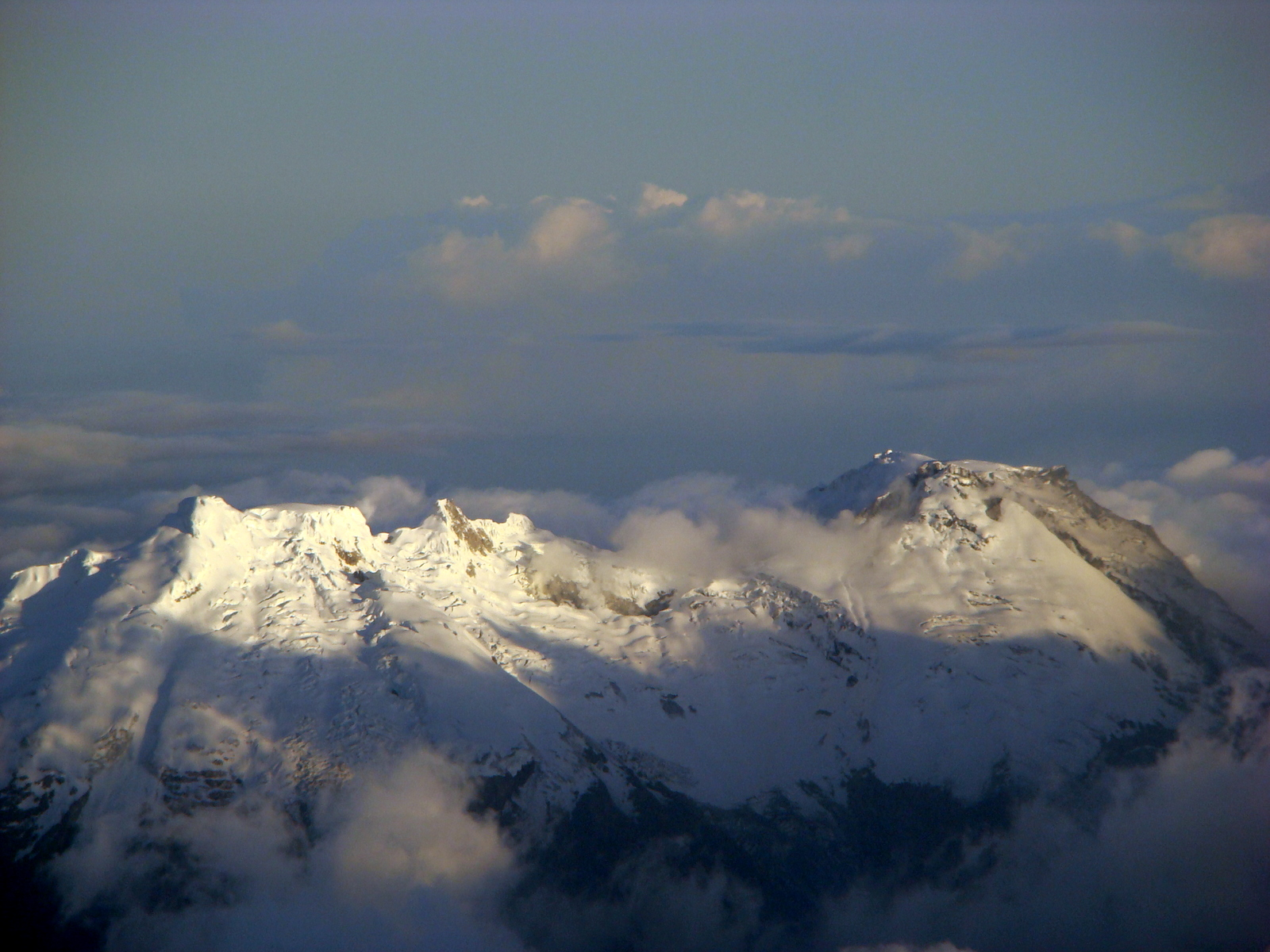
Nevado del Huila, Columbia

- Nevado del Huila, 5.365 m
- Nevado del Ruiz, 5.321 m
- Nevado del Tolima, 5.205 m
- Pico Pan de Azúcar, 5.200 m
- Ritacuba Negro, 5.320 m
- Nevado del Cumbal, 4.764 m
- Cerro Negro de Mayasquer, 4.445 m
- Ritacuba Blanco, 5.410 m
- Nevado del Quindío, 5.215 m
- Puracé, 4.655 m
- Santa Isabel, 4.955 m
- Doña Juana, 4.150 m
- Galeras, 4.276 m
- Azufral, 4.070 m

### Ecuador

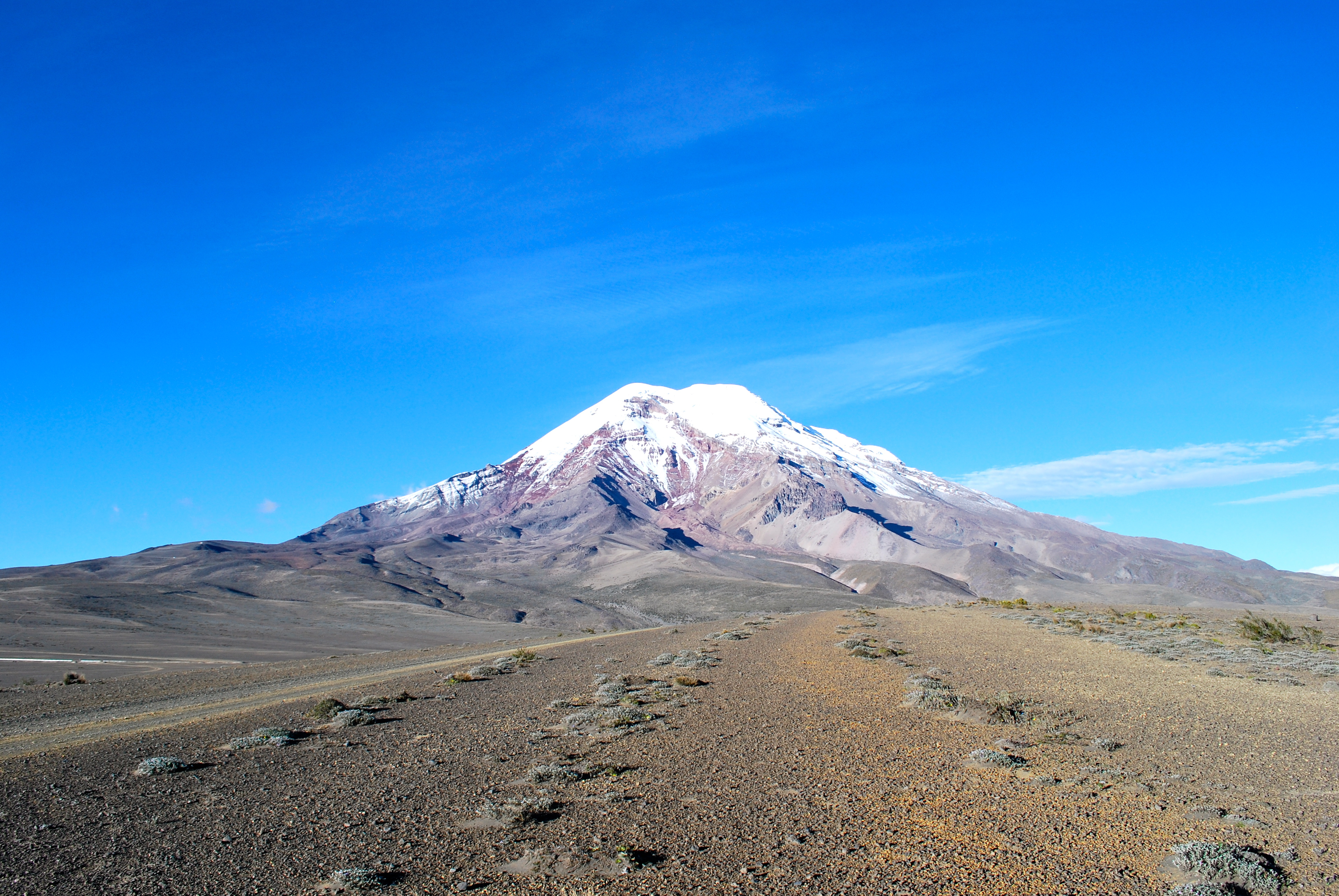
Chimborazo lângă Riobamba, Ecuador

- Antisana, 5.752 m
- Cayambe, 5.790 m
- Chiles, 4.723 m
- Chimborazo, 6.268 m
- Corazón, 4.790 m
- Cotopaxi, 5.897 m
- El Altar, 5.320 m
- Illiniza, 5.248 m
- Pichincha, 4.784 m
- Quilotoa, 3.914 m
- Reventador, 3.562 m
- Sangay, 5.230 m
- Tungurahua, 5.023 m

### Peru

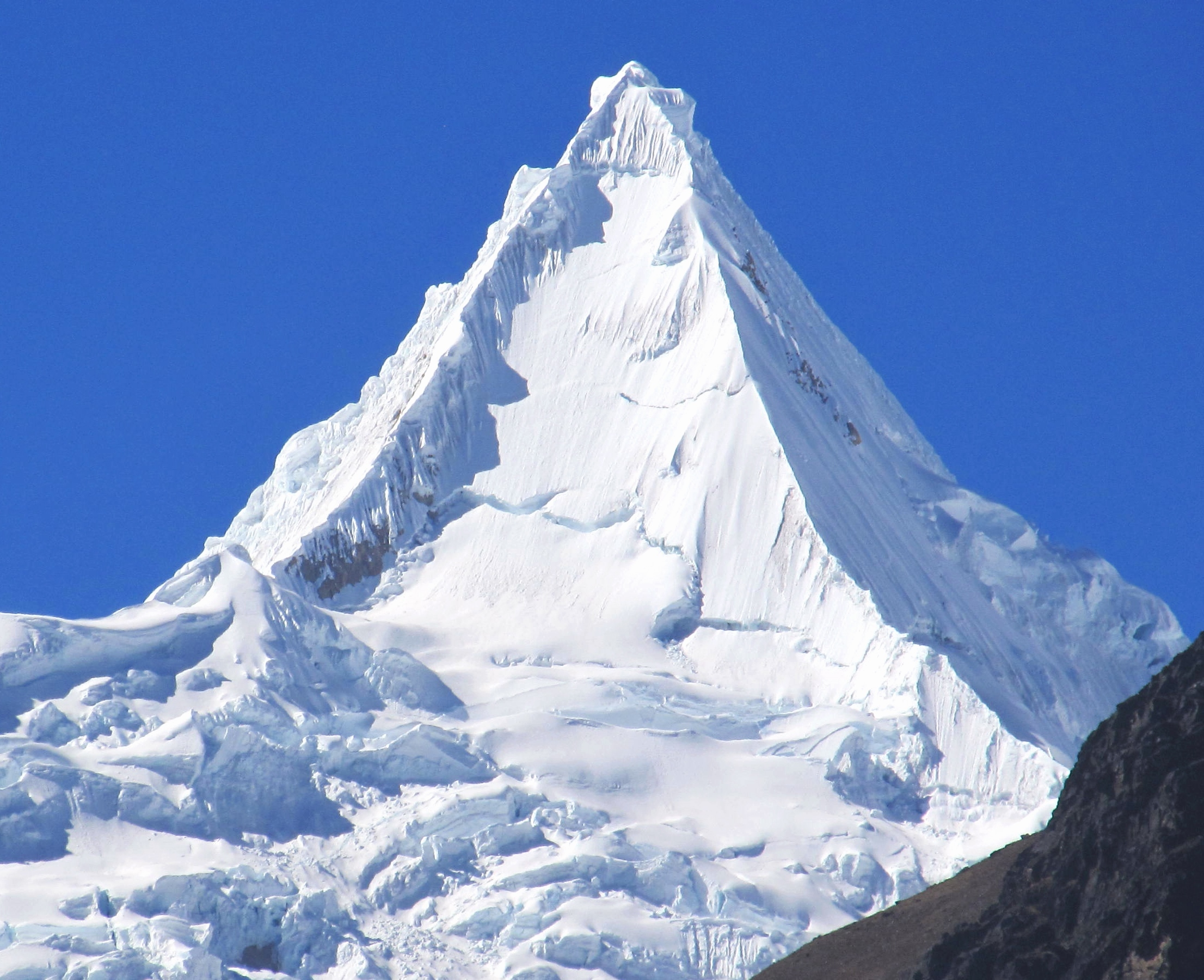
Alpamayo, Peru

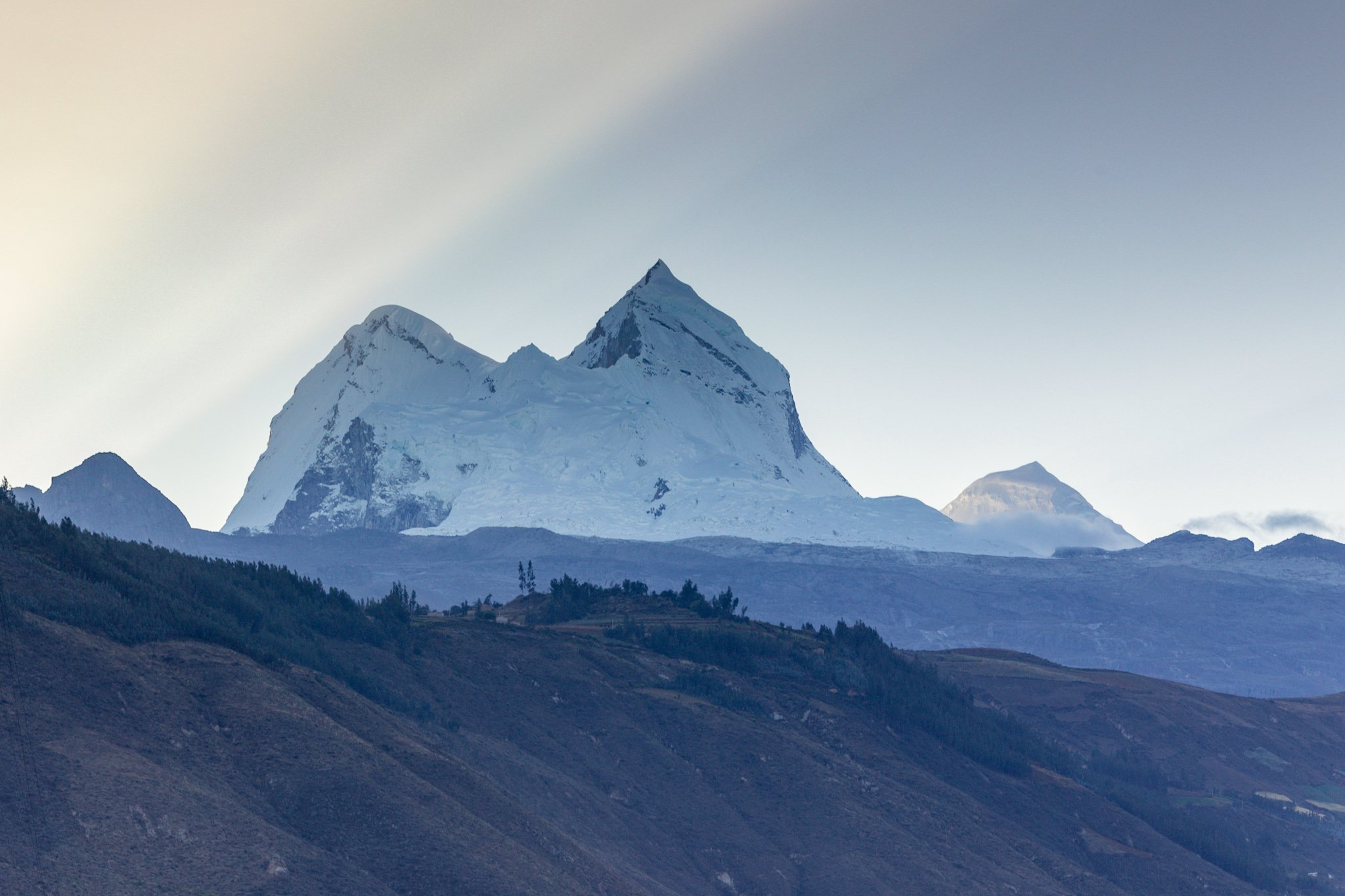
Huandoy, Peru

- Alpamayo, 5.947 m
- Artesonraju, 6.025 m
- Carnicero, 5.960 m
- Chumpe, 6.106 m
- Coropuna, 6.377 m
- El Misti, 5.822 m
- El Toro, 5.830 m
- Huandoy, 6.395 m
- Huascarán, 6.768 m
- Jirishanca, 6.094 m
- Pumasillo, 5.991 m
- Rasac, 6.040 m
- Rondoy, 5.870 m
- Sarapo, 6.127 m
- Salcantay, 6.271 m
- Seria Norte, 5.860 m
- Siula Grande, 6.344 m
- Huaytapallana, 5.557 m
- Yerupaja, 6.635 m
- Yerupaja Chico, 6.089 m

### Venezuela
- Pico Bolívar, 4.978 m
- Pico Humboldt, 4.940 m
- Pico Bonpland, 4.880 m
- Pico La Concha, 4.920 m
- Pico Piedras Blancas, 4.740 m
- Pico El Águila, 4.180 m
- Pico El Toro 4.729 m
- Pico El León 4.740 m
- Pico Mucuñuque 4.609 m